# ناتالیا سدوا تروتسکی

ناتالیا سدوا تروتسکی (زادهٔ ۵ آوریل ۱۸۸۲ – درگذشتهٔ ۲۳ ژانویه ۱۹۶۲)، مبارز و انقلابی روس، همسر لئون تروتسکی، تئوریسین و انقلابی بلشویک بود.
او، قبل از انقلاب، به همراه لنین و تروتسکی در نشریهٔ بلشویک ایسکرا، کار می‌کرد.